# ザ・フラワー・キングス
ザ・フラワー・キングス（The Flower Kings）は、スウェーデンのプログレッシブ・ロックバンド。
1994年8月に元カイパのギタリストであるロイネ・ストルトにより、彼のソロ・アルバム『ザ・フラワー・キング』をサポートするツアー・バンドとして結成された。バンドはツアー終了後も共に活動を続け、彼らの世代のロック・ミュージックにおいて最もスタジオ・アルバムを多作するバンドのひとつであり続けている。彼らの音楽は初期のシンフォニック・プログレッシブ・ロックに近く、鋭くダイナミックな楽曲変化、ポリリズム、重低音、ボーカル・ハーモニー、抽象的で時折ナンセンスな歌詞、楽曲の長さが特徴となっている。

## 略歴

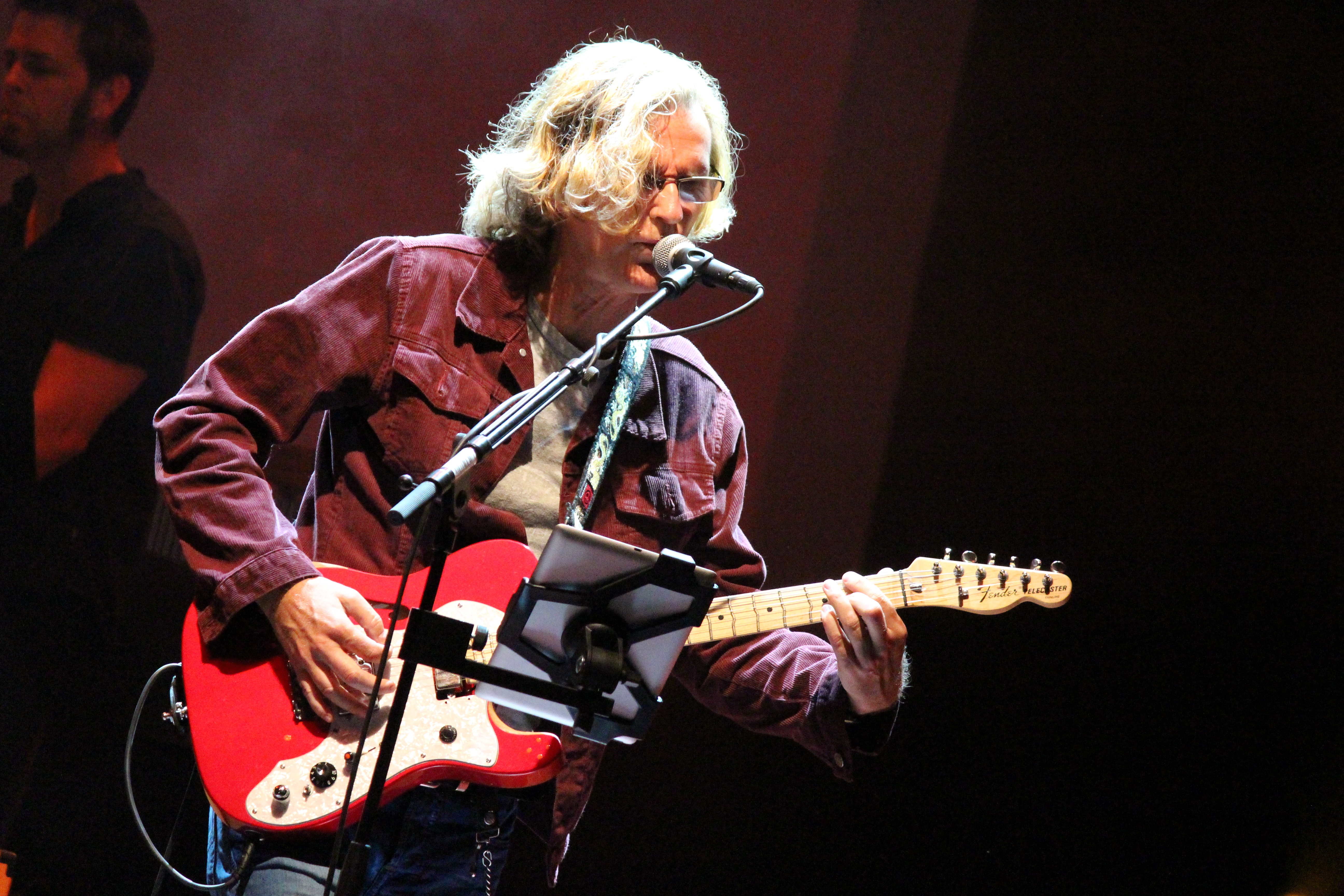
主宰ロイネ・ストルト（2014年）

ロイネ・ストルトのソロ・アルバム『ザ・フラワー・キング』(1994年)の参加メンバーや、トマス・ボディーン（キーボード）等が集まり、1995年に『バック・イン・ザ・ワールド・オヴ・アドヴェンチャーズ』で、バンドとして正式にデビュー。その後も次々とアルバムを発表し、1999年には初来日する。2013年1月と2015年4月にヨーロピアン・ロック・フェスのために来日。2020年1月に単独来日公演を開催。
2020年のアルバム『アイランズ』では、過去にイエスやエイジア等のアートワークを手がけたロジャー・ディーンの絵がジャケットに使用された。2022年のアルバム『バイ・ロイヤル・ディクリー』では、オリジナル・ベーシストのマイケル・ストルトが復帰し、彼の後任に当たるヨナス・レインゴールドとベース・パートを分担する形となった。

## 音楽性
音楽性は基本的にはプログレッシブ・ロックに属するものであり幻想的な世界を構築しているが、重厚な曲やフュージョン的な曲など多種多様な要素を持っている。
大作指向も強く、3作目『スターダスト・ウィ・アー』（1997年）以降、CD2枚組のアルバムも少なくない。

## その他
ロイネは、ザ・フラワー・キングスと並行して様々なバンドに関わる。2000年には、ニール・モーズ（元スポックス・ビアード）、ピート・トレワヴァス（マリリオン）、マイク・ポートノイ（元ドリーム・シアター）と共にトランスアトランティックを結成。また、2002年にはかつて所属していたバンド、カイパの再編成に加わった。脱退後の2014年、その派生バンド、カイパ・ダ・カーポを立ち上げている。

## メンバー
※2023年9月時点

### 現ラインナップ
- ロイネ・ストルト (Roine Stolt) - ギター、ボーカル、キーボード、ベース（1994年 - 現在）
- ハッセ・フレベリ (Hasse Fröberg) - ボーカル、ギター、アコースティック・ギター（1997年 - 現在）
- マイケル・ストルト (Michael Stolt) - ベース（1994年 - 1999年、2021年 - 現在）
- ミルコ・デマイオ (Mirko DeMaio) - ドラムス（2019年 - 現在）
- ラレ・ラーション (Lalle Larsson) - キーボード（2023年 - ）

### 旧メンバー
- ハイメ・サラザール (Jaime Salazar) - ドラムス（1994年 - 2001年）
- トマス・ボディーン (Tomas Bodin) - キーボード（1994年 - 2015年）
- ヨナス・レインゴールド (Jonas Reingold) - ベース（1999年 - 2022年）
- ソルタン・チョース (Zoltan Csörsz) - ドラムス（2001年 - 2005年、2007年）
- ダニエル・ギルデンロウ (Daniel Gildenlöw) - ボーカル、ギター、キーボード（2002年 - 2004年）
- マーカス・リリクィスト (Marcus Liliequist) - ドラムス（2005年 - 2006年）
- フェリックス・レーマン (Felix Lehrmann) - ドラムス（2012年 - 2015年）
- ザック・カミンス (Zach Kamins) - キーボード（2019年 - 2023年）

### ゲスト・ミュージシャン
- ハッセ・ブルニウソン (Hasse Bruniusson) - パーカッション（1995年 - 現在）
- ウルフ・ヴァランデル (Ulf Wallander) - サックス（1995年 - 現在）
- パット・マステロット (Pat Mastelotto) - ドラムス（2007年）
- オラ・ヘデン (Ola Heden) - ボーカル、キーボード、ギター（2008年）
- エリク・ハマーストロム (Erik Hammarström) - ドラムス（2008年）

## ディスコグラフィ

### スタジオ・アルバム
- 『バック・イン・ザ・ワールド・オヴ・アドヴェンチャーズ』 - Back in the World of Adventures (1995年)
- 『レトロポリス』 - Retropolis (1996年)
- 『スターダスト・ウィ・アー』 - Stardust We Are (1997年)
- 『フラワー・パワー』 - Flower Power (1999年)
- 『スペース・リヴォルヴァー』 - Space Revolver (2000年)
- 『レインメーカー』 - The Rainmaker (2001年)
- 『アンフォールド・ザ・フューチャー』 - Unfold the Future (2002年)
- 『アダム&イヴ』 - Adam & Eve (2004年)
- 『パラドクス・ホテル』 - Paradox Hotel (2006年)
- 『ザ・サム・オヴ・ノー・イーヴル』 - The Sum of No Evil (2007年)
- 『バンクス・オヴ・エデン』 - Banks of Eden (2012年)
- 『デソレーション・ローズ』 - Desolation Rose (2013年)
- 『ウェイティング・フォー・ミラクルズ』 - Waiting for Miracles (2019年)
- 『アイランズ』 - Islands (2020年)
- 『バイ・ロイヤル・ディクリー』 - By Royal Decree（2022年）
- 『ルック・アット・ユー・ナウ』 - Look At You Now（2023年）

### ライブ・アルバム
- 『アライヴ・オン・プラネット・アース』 - Alive on Planet Earth (2000年)
- 『ミート・ザ・フラワー・キングス』 - Meet the Flower Kings (2003年)
- 『インスタント・デリヴァリー』 - Instant Delivery (2006年)
- 『ツアー・カプット』 - Tour Kaputt (2011年)

### オフィシャル・ブートレグ
- Édition Limitée Québec (1998年)
- 『ライヴ・イン・ニューヨーク』 - Live In New York (2002年)
- 『ベッチャワナダンスストゥーピド』 - BetchaWannaDanceStoopid!! (2004年)
- 『カルペ・ディエム』 - Carpe Diem - The Flower Kings Live in USA (2008年)

### ファンクラブ限定アルバム
- Fan Club 2000 (2000年)
- Fan Club 2002 (2002年)
- Fan Club 2004 (2004年)
- Fan Club 2005 / Harvest (2005年)

### ベスト・アルバム
- 『スキャニング・ザ・グリーンハウス』 - Scanning the Greenhouse (1998年)
- 『ロード・バック・ホーム』 - The Road Back Home (2007年)
- 『ア・キングダム・オヴ・カラーズ』 - A Kingdom of Colours (2017年)